# Гарбаня
Гарба̀ня (на италиански и на пиемонтски: Garbagna) е село и община в Северна Италия, провинция Алесандрия, регион Пиемонт. Разположено е на 287 m надморска височина. Населението на общината е 721 души (към 2010 г.).